# العابلة (حريب القرامش)

تعديل مصدري - تعديل

العابلة هي إحدى قرى عزلة بني عمرو بمديرية حريب القرامش التابعة لمحافظة مأرب، بلغ تعداد سكانها 508 نسمة حسب تعداد اليمن لعام 2004.